# Bristol Hercules
Bristol Hercules byl 14válcový dvouhvězdicový letecký motor navržený sirem Royem Feddenem a od roku 1939 vyráběný firmou Bristol Engine Company. Šlo o úspěšnou konstrukci se šoupátkovým rozvodem, která se dočkala širšího využití. Vyráběl se v řadě verzí a byl montován do mnoha letounů druhé světové války.

## Hlavní technické údaje
Dvouhvězdicový vzduchem chlazený čtrnáctiválcový čtyřdobý přeplňovaný motor opatřený reduktorem s převodem 1÷0,444 (9÷4). Rozvod válcovými šoupátky Burt-McCollum. Motory Hercules III, VI, X, XI, XVI, XVIII, 36, 100, 120, 260 a 760 měly dvourychlostní převod kompresoru. Zapalování zdvojené, magnety.
Příprava palivové směsi karburátorem Hobson (Hercules II byl vybaven karburátorem Hobson AIT.114MC, Hercules XVI měl karburátor Hobson AIT.132MF), popř. nepřímé jednobodové vstřikování paliva do sání kompresoru (u motorů Hercules 100 to bylo vstřikování Hobson-RAE BI/BH5). Předepsané palivo: etylizovaný letecký benzín s oktanovým číslem 87 (např. Hercules II) nebo 100/130 (mj. motory Hercules XI, VI, XVI, XVII či XVIII).

### Hercules II
- Vrtání: 146,05 mm
- Zdvih: 165,1 mm
- Zdvihový objem: 38,722 litru
- Kompresní poměr: 6,75÷1
- Průměr: 1320,8 mm
- Vzletový výkon: 1325 hp (988 kW)
- Maximální výkon (v nominální výšce 1219 m): 1375 hp (1025 kW) při 2750 ot/min

### Hercules VI
- Vrtání válce: 146,05 mm
- Zdvih pístu: 165,1 mm
- Zdvihový objem motoru: 38,722 litru
- Kompresní poměr: 7,0÷1
- Průměr motoru: 1320,8 mm
- Hmotnost suchého motoru (tj. bez provozních náplní): 857,29 kg
- Vzletový výkon: 1615 h.p. (1204,3 kW) při 2900 ot/min
- Maximální výkon (MS, v nominální výšce 1371 m): 1675 hp (1249 kW) při 2800 ot/min
- Maximální výkon (FS, v nominální výšce 3657 m): 1455 hp (1085 kW) při 2800 ot/min
- Měrná spotřeba paliva: 246 g.kW.h, 181 g.k.h (0.405 lb/hp/hr)
- Poměr výkon÷plocha pístů: 0,532 55 kW.cm² (4.608 hp/sq in)
- Poměr hmotnost÷výkon: 0,686 kg/kW, 0,505 kg/k (1,128 lb/hp)